# Ao Chi Hong
Ao Chi Hong (chiń. 區志雄; ur. 30 października 1960 roku w Makau) – kierowca wyścigowy z Makau.

## Kariera
Ao Chi Hong rozpoczął karierę w wyścigach samochodowych w 2002 roku od startów w dywizji 1 Asian Touring Car Championship, gdzie dwukrotnie stawał na podium. Z dorobkiem 76 punktów uplasował się tam na trzeciej pozycji w klasyfikacji generalnej. W późniejszych latach Hongkończyk pojawiał się także w stawce Azjatyckiej Formuły BWM oraz World Touring Car Championship.
W World Touring Car Championship Hongkończyk pojawiał się w stawce w latach 2005-2007. Jednak nigdy nie zdobywał punktów. Podczas pierwszego wyścigu w Makau w sezonie 2006 uplasował się na dziewiętnastej pozycji, co było jego najlepszym wynikiem w mistrzostwach.